# Ruprechtia salicifolia
El viraró (Ruprechtia salicifolia) es un árbol dioico, nativo de América del Sur. Se trata de una planta perenne fanerógama de la familia de las poligonáceas.
Alcanza hasta 4-6 m de altura (excepcionalmente 10 m), tronco algo tortuoso, muy ramificado, lenticelas visibles. El follaje es caducifolio, con hojas simples, alternas, lanceoladas, de 9-16 cm de largo, brillantes en el haz. Flores masculinas pequeñas, en panojas terminales o axilares; femeninas en racimos. La floración comienza con la primavera (noviembre, diciembre). Presenta fruto aquenio, romboide, castaño, acanalado, periantado. Fructifica en verano, con notable presencia que cubre la copa del árbol, y madura en otoño. 

## Hábitat
Crece bien a orillas de ríos y de arroyos. 

## Área de dispersión

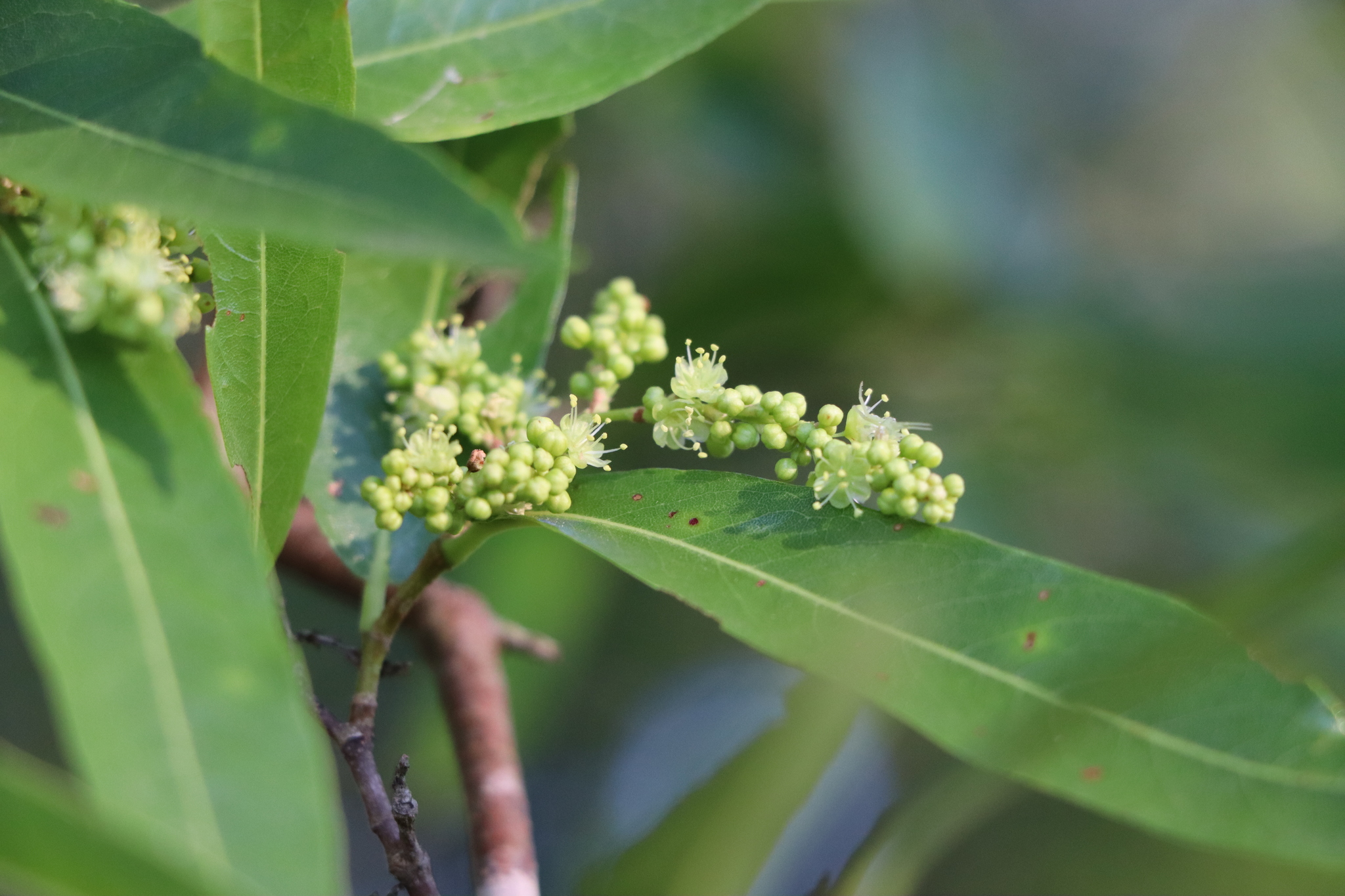
Viraró, inflorescencias

Nordeste argentino, sur de Brasil, Uruguay, centro y norte de Paraguay.                                                                                     

## Uso
Excelente madera, densidad 0,62-0,70, imputrescible, dura, silícea (desafila útiles cortantes, pero la hace resistente a ataques de moluscos y de crustáceos). Para carrocerías, embarcaciones, aberturas, herramientas, vigas, trampolines, arcos para deportes, hormas de zapatos, mueblería fina con doblados, ebanistería: bastones, pipas para fumar, tallas, morteros; carpintería. Se utiliza para elaborar madera terciada.

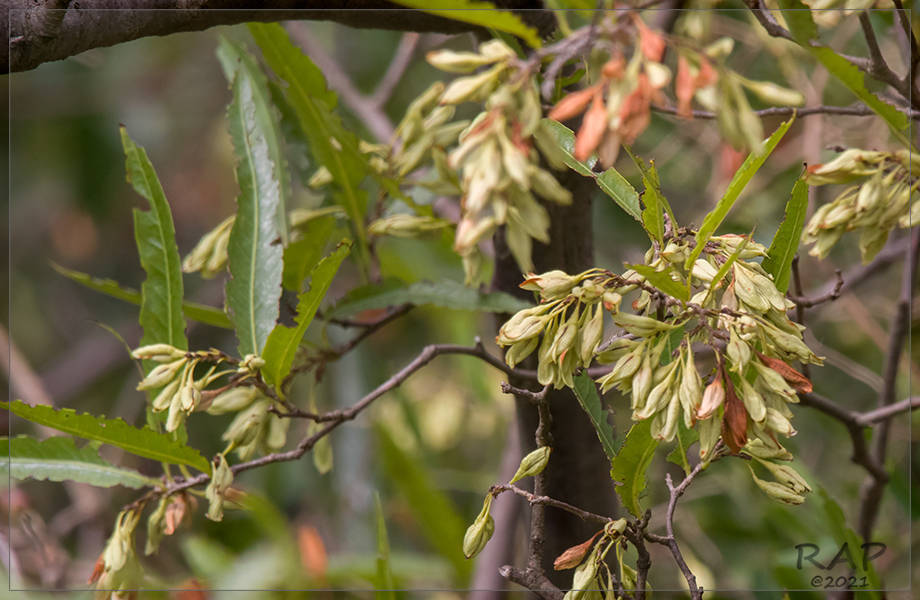
Viraró con semillas